# Gornje Ledine
Jezero Gornje Ledine (za jezero lokalno se spominje i naziv Tori) površine oko 10 hektara nalazi se u Koprivničko-križevačkoj županiji na sjeveroistočnom dijelu naselja Sigetec, udaljeno od samog centra naselja Sigetec oko 1,1 km. Površina ovisi o vodostaju obližnjeg potoka Gliboki i rijeke Drave.

## Opis
To je umjetno jezero nastalo iskapanjem šljunka i pijeska. Jezero se opskrbljuje vodom podzemno iz rijeke Drave i iz nepresušnog potoka Gliboki koji teče samo dvadesetak metara zapadno od jezera. Odavde pa do ušća potok Gliboki već ima obrise manje rijeke. Dno jezera je šljunkovito a uz obalu mjestimično pokriveno trulim lišćem, mjestimično muljevito i prilično obraslo šikarom, trskom, rogozom, šašom, ljutkom, ježincom i vodenom travom (krocanj) a ima i bijelog lopoča i žutog lokvanja. Voda je bistra osim oko mjesta gdje se obavlja iskop. Obala je prohodna većim dijelom, bez ili s niskim raslinjem, a drugim dijelom uz spomenuti potok na zapadnoj strani jezera ima visokog i niskog raslinja, trske i šikare. Iza pojasa raslinja su poljoprivredne površine.

#### Ribolov
Jezera se redovito poribljavaju i bogata su skoro svim ribljim vrstama kojih ima u jezerima ovog područja: posebno šaran (divlji/vretenasti i ribnjački/bezljuskaš), amur, obični grgeč i pastrvski grgeč bass, tolstolobik (bijeli/sivi glavaš), smuđ, som, štuka, linjak i ostala sitnija riba koja obitava u ovom području (autohtone vrste): klen, deverika, crvenperka, klenić, žutooka-bodorka, bjelka-uklija i dr.). Ima i štetne unesene alohtone invazivne vrste: patuljasti som-patuljan-američki som, babuška?, bezribica i sunčanica. Zabranjena je upotreba čamaca.

## Galerija
- Gornje Ledine
- Gornje Ledine